# Multnomahwatervallen
De  Multnomahwatervallen  (Engels: Multnomah Falls) zijn de grootste en bekendste watervallen van Oregon. De waterval wordt het hele jaar met water gevoed. Per jaar trekt de waterval zo’n 2 miljoen bezoekers. 

## Beschrijving
De waterval wordt het gehele jaar door gevoed met bronwater afkomstig van Larch Mountain. In het voorjaar komt daar smeltwater van de sneeuw bij. Het water valt van de berg in een kloof. Deze kloof, de Columbia Gorge, is ontstaan door watererosie van de Columbia.
De waterval bestaat uit twee delen. Het bovenste deel heeft een valhoogte van 165 meter. Het water valt in een klein bassin en valt vervolgens nog eens 21 meter en stroomt vandaar onder de weg en spoorweg naar de Columbia. Het totale hoogteverschil is zo’n 189 meter. Het is de hoogste waterval in Oregon.
Er ligt een voetpad naar de top van de waterval. Bij het begin ligt de Benson brug; deze ligt zo’n 30 meter boven het onderste deel van de waterval. Helemaal boven heeft de bezoeker uitzicht over de Columbia Gorge en nog wat kleinere stroomversnellingen en watervallen alvorens het water over de rand stort.

## Locatie
De waterval ligt zo’n 50 kilometer ten oosten van Portland langs de Columbia. Het ligt iets ten zuiden van Highway 84 aan de Old Columbia River Gorge Scenic Highway. Vanaf de 80'er jaren beheert Columbia River Gorge National Scenic Area de watervallen en directe omgeving.

## Multnomah Lodge

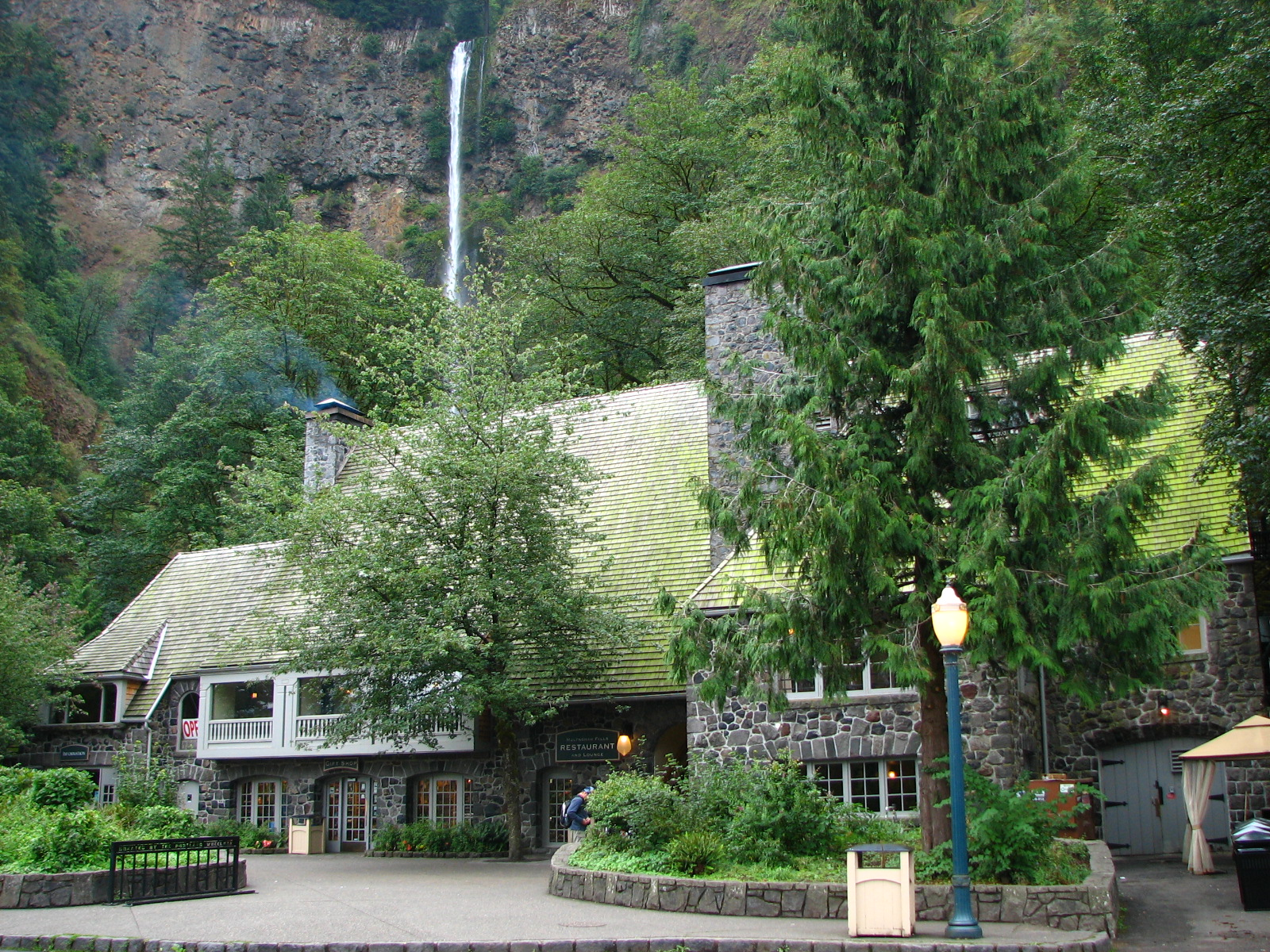
Multnomah lodge

Bij het parkeerterrein en aan de voet van de waterval staat een lodge. In 1915 was de weg langs de rivier geopend en dit maakte de waterval goed bereikbaar. De lodge werd gebouwd in opdracht van het stadsbestuur van Portland om het toerisme te bevorderen. Architect A.E. Doyle tekende het ontwerp en de Waale-Shattuck Company nam het werk aan voor $ 40.000. De lodge werd in 1925 geopend en is in 1982 opgenomen in het National Register of Historic Places. In de lodge zijn een souvenirwinkel, een restaurant en een snackbar gevestigd. 